# Marco Aratore
Marco Calogero Aratore (Basilea, 4 giugno 1991) è un ex calciatore svizzero, di ruolo centrocampista.